# Newsday
Newsday est un journal quotidien américain, distribué en priorité à Long Island, ainsi que dans le Queens, mais que l'on peut acheter partout dans la ville de New York. Newsday fait partie des dix premiers journaux américains en termes de distribution et en nombre de lecteurs. Newsday appartient à la Tribune Media.
Le quartier général de ce journal est situé dans la ville de Melville, à Long Island.
Newsday a été fondé en 1940, et en 1985, une autre édition de ce journal, nommée New York Newsday a été publiée. Cette édition a alors été supprimée en 1995, avant de reparaître. Cette nouvelle édition est davantage lue dans les quartiers de New York autres que le Queens, qui reste fidèle au Newsday original. Ces deux journaux permettent ainsi une distribution dans l'ensemble des cinq arrondissements, ce qui contribue à la popularité de ce journal.
Bien qu'étant un journal au format tabloid, Newsday ne véhicule pas autant l'image d'un journal à scandales que ses rivaux, le New York Daily News, ou le New York Post. Newsday s'affiche ainsi comme un journal plus sérieux, qui, même s'il ne parvient pas à concurrencer le vénérable New York Times reste une alternative appréciée des habitants de Long Island. Newsday est aussi marqué par une très forte empreinte libérale, ce qui lui a parfois permis, étant le seul journal majoritaire de Long Island d'influencer la politique des villes de la région new-yorkaise.